# Jean-Claude Amiot
Jean-Claude Amiot (Vichy, 18 d'octubre de 1939) és un compositor, director d'orquestra i professor de música francès.
Estudià el violí al Conservatori de Música de Le Mans i, més tard prengué lliçons de piano. Des de 1955 estudià a Lió amb César Geoffray. A partir de 1963 assistí a la Schola Cantorum de París i hi va estudiar sota el mestratge d'Edmond Pendelton. Aquell mateix any guanyà a Besançon el premi "Resonances" de direcció d'orquestra.
L'any 1964 es traslladà a Nova York, on va treballar amb Dimitris Mitropoulos. Als Estats Units d'Amèrica va conèixer Leonard Bernstein i Leopold Stokowski, els quals l'encoratjaren a prosseguir la seua carrera musical.
En retornar a França el 1968, Amiot es convertí en director de la sucursal a Mâcon de l'Ecole Nationale de Musique i, des de 1983, va ser director del Conservatori Nacional de la regió de Clarmont d'Alvèrnia, càrrec en què va romandre fins a jubilar-se l'any 2000.
La seua inspiració és exòtica com la Suite Caribenya per a orquestra (1985), o Southern Winds (1986) premi de l'Any Internacional de la Música de Le Havre. Jaqués Lancelot li estrenà el Concert per a clarinet amb lOrquestra de l'O.R.T.F i el Ministeri de Cultura li subvencionà la seua òpera Le Crepeau Manivelle amb un text de Guy Foissy (1980). Ha compost obres per a grans formacions orquestrals, com ara la Simfonia coral de la revolució de 1789 (1989). També amb 600 artistes i executants i davant de 80.000 espectadors va estrenar l'any 1994 a Puy de Dome una simfonia coral sobre la vida de Galileo Galilei, missatger de les estrelles.
Va tenir nombroses residències: Saint-Tropez, Dijon, dans le Forez, le Puy de Dome i l'Haut Mâconnais.
La seva obra és molt diversa, fins al moment amb prop de 100 obres: post serial amb obres com Sis seqüències per a orquestra (1955) o Ansietat VI. El 1980 creà el Centre d'acció cultural de Mâcon, i compongué obres per la joventut com Le Cirque Ventouresco (1986) i el Jeu de Folamour (1994), òpera per a infants que ha tingut nombroses representacions a França i fins i tot s'ha traduït a l'hongarès.
El seu catàleg –lluny de ser tancat- conté música de cinema, cançons i música instrumental. Jean Claude Amiot posseeix el Certificat d'Aptitud per fer funcions de Director de Conservatori expedit pel Ministeri de Cultura.
Dividint el seu temps entre la composició, la realització i la pedagogia, ha dirigit nombroses òperes i concerts a França, Anglaterra, Escòcia, Alemanya, Bèlgica, Països Baixos, Hongria, Belarús, Romania…